# معركة نوريانغ
معركة نوريانغ، المعركة الكبرى الأخيرة للغزوات اليابانية لكوريا (1592-1598) بين البحرية اليابانية والأساطيل المشتركة لمملكة جوسون وسلالة مينغ في الصين. حدث ذلك في الصباح الباكر من يوم 16 كانون الأول (19 تشرين الثاني في التقويم القمري) 1598، وانتهى في الفجر التالي.
هاجمت القوة المتحالفة، المؤلفة من حوالي 150 سفينة صينية من جوسون ومينغ، بقيادة الأدميرالان إي سن شن وتشين لين، الأسطول الياباني ودمرت أو أسرت أكثر من نصف السفن اليابانية الـ 500 بقيادة شيمازو يوشيهيرو، والتي كانت تحاول الوصول إلى كونيشي يوكيناجا. تقهقر الناجون الذين تعرضوا للقصف من أسطول شيمازو إلى بوسان وعادوا إلى اليابان بعد بضعة أيام. وفي ذروة المعركة، أصيب إي برصاصة من قربينة وتوفي بعد ذلك بوقت قصير. أبلغ تشين لين الإمبراطور وانلي بهذه الأخبار، ومنذ ذلك الحين، يتم الاحتفال بتشن وإي كأبطال وطنيين.

## التسمية
سميت المعركة باسم مضيق نوريانغ (노량 / 露 梁 Luliang)، قبالة ساحل نامهايدو الكوري.